# Folnai Ferenc
Folnai Ferenc (? – Sopron, 1666. november 12.) főesperes, püspök.

## Élete
1641-ben a vasvári káptalan kanonoka, ugyanebben az évben türjei prépost, 1642-ben jáki apát, 1654-ben szendrői, majd 1663-ben erdélyi püspöke lett, azonban nem szentelték fel soha. 1666-ban soproni plébánosnak választották, de beiktatása napján meghalt.

## Munkája
Predikatziója, melylyet Praedikállot Rohonczon, Szent Iván havának 9. napján 1653. eszt., midőn Amaz kedves hazánkban fényeskedő Haynal, az Néhai Tek. Nagys. és Mélt. Groff Bottyáni Adam Uram Kedves Házastársának teste föl-vitettetvén, az eő nagyméltóságu Uratul rendeltettet, es épétettet temető hellyére, Vas-vár-megyében lévő Német-Vy-vári Kalastromban, illendő pompaval és böcsüllettel késértetett. Bécs, 1653.